# 아돌프 캐서
에이돌프 시저(Adolph Caesar, 1933년 12월 5일 ~ 1986년 3월 6일)는 미국의 연극 배우, 영화배우이다.
뉴욕에서 태어났으며 로스앤젤레스에서 사망하였다. 사인은 심근 경색이다.

## 영화
- 컬러 퍼플 (1985년) - 올드 미스터 역
- 솔저 스토리 (1984년)
- 피스트 오브 피어, 터치 오브 데스 (1980년)
- 체 게바라 (1969년)